# Queluz (Sintra)
Pour les articles homonymes, voir Queluz.
Queluz est une ville (cidade) portugaise dans la municipalité de Sintra, dans la région de Lisbonne. La ville de Queluz comprend les freguesias de Queluz, Massama et Monte Abraao. Sa population s'élève à 96 089 habitants. Elle est particulièrement célèbre pour son palais royal.